# ردود الفعل الدولية على الهولوكوست
في العقود التي تلت حادثة الهولوكوست، تعرّضت بعض الحكومات الوطنية والهيئات الدولية والقيادات العالمية لانتقادات إثر فشلهم في اتخاذ الإجراءات المناسبة لإنقاذ ملايين اليهود الأوروبيين والغجر وضحايا آخرين من الهولوكوست. إذ صرّح النّقاد بأن هذا التّدخل، وخاصة من قبل حكومات الحلفاء، لربما كان يمكن أن ينقذ أعدادًا كبيرًة من الناس وكان من الممكن إنجازه دون تحويل موارد كبيرة من المجهود الحربي.
اعترض باحثون آخرون على هذا النقد. إذ جادل البعض بأن فكرة أن الحلفاء لم يتخذوا أي إجراء هي مجرد خرافة، ذلك أن الحلفاء قد استقبلوا أكبر عدد ممكن من المهاجرين اليهود الألمان كما سمح النازيون، وأن العمل العسكري غير العملي من قِبَل الحلفاء، مثل قصف معسكر اعتقال أوشفيتز، قد أنقذ حياة قلِّة قليلة من الناس. قال آخرون بأن المعلومات الاستخباراتية المحدودة المتاحة للحلفاء ـــ الذين لم يتمكنوا، حتى وقت متأخر من أكتوبر 1944، من معرفة مواقع العديد من معسكرات الإبادة النازية أو أهداف المباني المختلفة داخل تلك المعسكرات التي حدّدوها ـــ جعلت القصف الدقيق أمراً مستحيلاً.
في ثلاث حالات، اعترضت بلدان بأكملها ترحيل السكان اليهود أثناء الهولوكوست. في بلدان أخرى، شكّل أفراد أو مجتمعات جديرة بالذكر مقاومة أثناء الهولوكوست.

## ردود فعل دول الحلفاء أثناء الاضطهاد النازي
في حين تمكّنت الحكومة البولندية في المنفى من رفع مستوى الوعي حول الإبادة الجماعية لليهود بين الحلفاء بحلول ديسمبر من عام 1942، إلا أنه لم ينتج عنه أي عمل على أرض الواقع من جانب دول الحلفاء إمّا لوقف المذبحة المستمرة لملايين من اليهود والأقليات الأخرى، أو لإنقاذ واستيعاب اللاجئين. عوضًا عن ذلك، اقتصرت جهود الحلفاء جهودهم حصرًا على إجراء حملة عسكرية شاملة من أجل هزيمة الرايخ الثالث.

### بريطانيا
بحلول عام 1939، هرب حوالي 304000 من حوالي 522000 من اليهود الألمان خارج ألمانيا، بالإضافة إلى 60000 منهم ممن هربوا إلى الانتداب البريطاني على فلسطين (بما في ذلك أكثر من 50000 ممن استفاد من اتفاقية هارفا التي جرت بين الصهاينة الألمان والنازيين)، لكن أحكام الهجرة البريطانية منعت الكثير من عمليات الهجرة. في مارس 1938، ضمّ هتلر جمهورية النمسا إلى ألمانيا النازية بعد عملية آنشلوس العسكرية، وسلب من 200000 من اليهود النمساويين جنسيتهم وجعلهم لاجئين. في سبتمبر، منحت بريطانيا وفرنسا هتلر الحق في احتلال سوديتنلاند في تشيكوسلوفاكيا، وفي مارس 1939، احتلّ هتلر ما تبقى من البلاد، ما جرد 200000 يهودي من الجنسية.
في عام 1939، حدّدت السياسة البريطانية، كما جاء في الورقة البيضاء (1939)، هجرة اليهود إلى فلسطين (ثم الانتداب البريطاني) بعدد يقارب 75000 يهودي خلال السنوات الخمس المقبلة، وبعد ذلك أصبحت البلاد دولة مستقلة. عرضت بريطانيا منازلًا لأطفال المهاجرين اليهود، واقترحت جمهورية كينيا كملاذ لليهود، لكنها رفضت دعم تشكيل دولة يهودية أو تسهيل الاستيطان اليهودي، بما يتعارض مع شروط الانتداب من قِبَل عصبة الأمم على فلسطين.
قبل وأثناء وبعد الحرب، عرقلت الحكومة البريطانية عمليات الهجرة اليهودية إلى فلسطين المُنتدبة وذلك لتجنّب رد فعل سلبي من العرب الفلسطينيين. في صيف عام 1941، ومع ذلك، قدّر حاييم وايزمان أنه مع الحظر البريطاني على الهجرة اليهودية، عندما تنتهي الحرب، سيستغرق الأمر عقدين من الزمن لنقل 1.5 مليون يهودي من أوروبا إلى فلسطين عبر الهجرة السريّة؛ اعتقد ديفيد بن غوريون في الأساس أنه يمكن إحضار 3 ملايين يهودي في غضون عشر سنوات. وبالتالي، طُرحت قضية فلسطين من قِبَل كاتب واحد على أقل تقدير، بمجرد اندلاع الحرب ـــ لم يكن من الممكن أن تكون فلسطين منقذًا لأي شيء آخر سوى أقلية صغيرة من هؤلاء اليهود الذين قتلوا على أيدي النازيين.
تلّقت الحكومة البريطانية، إلى جانب جميع الدول الأعضاء في الأمم المتحدة، أدلة موثوقة حول المحاولات النازية لإبادة اليهود الأوروبيين في وقت مبكر من عام 1942 عن طريق الحكومة البولندية في المنفى، تحت عنوان «الإبادة الجماعية لليهود في بولندا المحتلة من قِبَل ألمانيا»، قدّم هذا التقرير سردًا مفصّلًا لظروف الحياة داخل الأحياء اليهودية. بالإضافة إلى ذلك، التقى وزير الخارجية أنتوني إيدن مع يان كارسكي، وهو رسول المقاومة البولندية، إذ تم تهريبه إلى حي اليهود وارسو عن طريق منظمة القتال اليهودية، فضلاً عن كونه حارسًا إستونيًا في معسكر بيتيك للعبور، وقدَّم له روايات شهود عيان مفصّلة من الأعمال النازية الوحشية ضد اليهود.
أثارت جهود الضغط هذه البيان المشترك الصادر عن أعضاء هيئة الأمم المتحدة في 17 ديسمبر من عام 1942، والذي أُعلن فيه عن إدانته للإبادة الجماعية لليهود في بولندا المحتلة من قِبَل النازيين. قُرِء البيان أمام مجلس العموم البريطاني في خطاب ألقاه وزير الخارجية أنتوني إيدن، ونُشر على الصفحة الأولى لصحيفة «نيويورك تايمز» إلى جانب العديد من الصحف الأخرى. بثّت إذاعة بي بي سي نشرتين حول الحل النهائي أثناء الحرب: نُشر الأول عند الساعة التاسعة صباحًا في 17 ديسمبر عام 1942، وكان حول البيان المشترك للأمم المتحدة، والذي قرأه وزير الخارجية البولندي في المنفى إدوارد راجينسكي، ونُشر الثاني خلال شهر مايو من عام 1943، من خلال سرد شاهد عيان جان كارسكي لعمليات الإبادة الجماعية لليهود، والذي قرأه آرثر كوستلر. ومع ذلك، لم تتابع الحكومة البريطانية الخطاب السياسي والتقارير العامة من خلال العمل العسكري – إذ اعتُبر هذا الإغفال مصدر جدل تاريخي كبير.

### الدنمارك
كانت الدنمارك الدولة الوحيدة المحتلة من قِبَل النازيين التي تمكنت من إنقاذ 95٪ من سكانها اليهود. بعد كشف دبلوماسي ألماني عن معلومات سرية، تم إجلاء آلاف اليهود إلى السويد الحيادية.

### هولندا
نُظِّم إضراب عام في 25 فبراير من عام 1941 ضد التدابير والأنشطة المعادية لليهود من قِبَل النازيين. بحلول 27 فبراير، قمعت الشرطة الألمانية العديد من أشكال الإضراب هذا. على الرغم من فشله في النهاية، إلا أن أهميته ما تزال قائمة، إذ يُعتبر أول إجراء مباشر ضد معاملة النازيين لليهود.

### إسكندنافيا
يقيم نحو 10000 يهودي في النرويج والدنمارك. بناءً على عرض السويد استقبالها اللاجئين، أنقذت الدنمارك جميع مواطنيها اليهود تقريبًا، في حين تمكنت النرويج من إنقاذ حوالي نصفهم فقط. بعد تحرير معسكرات الاعتقال، استقبلت السويد الآلاف من الناجين لتقديم العلاج الطبي لهم.

### سويسرا
من بين الدول الخمسة المحايدة في أوروبا القارية، تتميّز سويسرا بأنها الدولة الوحيدة التي أصدرت قانونًا ألمانيًا معاديًا لليهود. (باستثناء ولايات المدينة، كانت الدول الخمسة المحايدة هي البرتغال وإسبانيا والسويد وسويسرا وتركيا). أغلقت البلاد حدودها الفرنسية أمام اللاجئين لفترة دامت من 13 أغسطس 1942، ولم تسمح بالوصول غير المقيد لليهود الذين يطلبون اللجوء، حتى 12 يوليو 1944. في عام 1942، أقنع رئيس الاتحاد السويسرا، فيليب إيتير، وهو عضو في اللجنة الدولية للصليب الأحمر في مقرها في جنيف، اللجنة بعدم إصدار بيان إدانة بشأن «الهجمات» الألمانية ضد «فئات معينة من الجنسيات».

## قضية اليهود في المؤتمرات الدولية

### مؤتمر إيفيان
عُقِدَ مؤتمر إيفيان بمبادرة من فرانكلين دي. روزفلت في يوليو من عام 1938 وذلك لمناقشة مشكلة اللاجئين اليهود. لمدة عشرة أيام، من 6 يوليو إلى 15 يوليو، التقى المفوضون من 32 دولة في مدينة إيفيان ليه باين في فرنسا. ومع ذلك، تردّدت معظم الدول الغربية في قبول اللاجئين اليهود، ولم تُحلّ المسألة. كانت جمهورية الدومينيكان هي الدولة الوحيدة التي رغبت في قبول اللاجئين اليهود – ما يقارب 100000 يهودي.

### مؤتمر برمودا
اجتمعت المملكة المتحدة والولايات المتحدة في إقليم برمودا في أبريل من عام 1943، وذلك لمناقشة قضية اللاجئين اليهود المُحرّرين من قبل قوات الحلفاء إلى جانب اليهود الذين ظلّوا في أوروبا التي احتلّها النازيون. لم يصدر عن مؤتمر برمودا حدوث أي تغيير في السياسة، إذ لن يُغيّر الأمريكيون أحكام الهجرة الخاصة بهم لقبول اللاجئين، ولن يُغيّر البريطانيون أيضًا سياسة الهجرة لديهم للسّماح لليهود بدخول فلسطين.
حثّ فشل مؤتمر برمودا وزير الخزانة الأمريكي هنري مورغنثاو، العضو اليهودي الوحيد في حكومة فرانكلين دي. روزفلت، إلى نشر ورقة بيضاء بعنوان «تقرير إلى وزير الخارجية عن إذعان هذه الحكومة لقتل اليهود». وأدى ذلك إلى إنشاء وكالة جديدة، وهي مجلس لاجئي الحرب.

## اللجنة الدولية للصليب الأحمر
لم تقم اللجنة الدولية للصليب الأحمر سوى بالقليل نسبيًا بشأن قضية إنقاذ اليهود خلال الهولوكوست وكانت تقارير بسيطة عن الإبادة الجماعية النازية المنظمة، مثل قتل الأسرى اليهود البولنديين في لوبلين. في ذلك الوقت، برّر الصليب الأحمر تقاعسه هذا عن طريق افتراضه بأن مساعدة الأسرى اليهود سيُلحق الضرر بقدرته على مساعدة أسرى الحلفاء الآخرين. بالإضافة إلى ذلك، ادّعى الصليب الأحمر أنه في حال كان سيتخذ موقفًا رئيسيًا لتحسين وضع هؤلاء اليهود الأوروبيين، فإن حياد سويسرا، التي يوجد فيها مقر الصليب الأحمر الدولي، سيتعرّض للخطر. اليوم، يعترف الصليب الأحمر بسلبيته حول حادثة الهولوكوست وقد اعتذر عن ذلك.

## ردود الفعل اليابانية أثناء الهولوكوست
في عام 1936، أُبرِمَ الميثاق الألماني الياباني بين ألمانيا النازية واليابان. ومع ذلك، في 6 ديسمبر من عام 1938، اتّخذت الحكومة اليابانية قرارًا بحظر طرد اليهود من اليابان ومانشوكو وبقية الصين التي تحتلها اليابان. في 31 ديسمبر، طلب وزير الخارجية يوسوكي ماتسوكا من الجيش الياباني والبحرية اليابانية استقبال اللاجئين اليهود من ألمانيا النازية. منح الدبلوماسي تشيونه سوغيهارا أكثر من 2000 تأشيرة عبور وأنقذ 6000 لاجئ يهودي من ليتوانيا.

## مانشوكو
لاحظ كل من الجنرال هيديكي توجو واللفتنانت الجنرال كيشيرو هيغوشي، بأن السياسة الوطنية اليابانية باعتبارها مقرًا لجيش كوانتونغ ضد المعارضة الألمانية.